# FC Iskra-Stal Rîbniţa
FC Iskra-Stal Rîbnița je moldovski nogometni klub iz grada Rîbnița smještenog u moldovskog odmetnutoj pokrajini Transnistria s većinskim ruskim i ukrajinskim stanovništvom. Klub se natječe u Divizia Naţională, prvoj moldovskoj nogometnoj ligi.

## Povijest
Nogometni klub Iskra-Stal je osnovan 2005. spajanjem amaterskog kluba Stal (u vlasništvu lokalne metalurške industrije) s klubom Iskra koji se tada natjecao u moldovskoj A diviziji (II. liga). U sezoni 2005./06. Iskra-Stal je zauzela drugo mjesto u A diviziji te se tako plasirala u I. ligu (Divizia Naţională). Momčad je tada vodio Vasilij Raiko.
U svojoj premijernoj prvoj sezoni (2006./07.) klub je bio predposljednje plasirani na tablici (deveto mjesto). 2007. uslijedila je transformacija kluba u autonomnu neprofitnu organizaciju „FC Iskra-Stal“.
Tokom sezone 2007./08. klub je osvojio šesto (od 11 mogućih) mjesta te je postao jedan od jačih moldovskih nogometnih klubova. Trenera Vlada Ivanoviča Gojana je zamijenio Viktor Barišev.
U sezoni 2008./09. klub je ostvario najveći uspjeh u vlastitoj povijesti osvojivši treće mjesto u moldovskom prvenstvu. Neki od igrača iz te postave postali su moldovski reprezentativci dok je klub osigurao kvalifikacije za Europsku ligu. Sljedeće sezone (2009./10.) klub je osvojio drugo mjesto te ponovnu mogućnost natjecanja u Europskoj ligi. Klub je u samim kvalifikacijama ispao u drugom kolu od švedskog Elfsborga, izgubivši obje utakmice (0:1, 1:2).
Svoju treću uzastopnu mogućnost plasmana u Europsku ligu klub je omogućio na kraju sezone 2010./11. kada je osvojio nacionalni kup.
2011. klub je sudjelovao na CIS kupu koji je održanu Sankt-Peterburgu. Klub je u svojoj skupini bio treći s četiri osvojena boda.

## Osvojeni trofeji
| Moldavija     | Moldavija |
| Natjecanje    | Sezona    |
| ------------- | --------- |
| Moldovski kup | 2010./11. |

## Vanjske poveznice
- Službena stranica kluba  Arhivirana inačica izvorne stranice od 17. veljače 2021. (Wayback Machine)
- Profil kluba na Divizia Nationala.com
- Statistika kluba na Moldova.Sports.md